# クリスティアン・レル
クリスティアン・レル（Christian Lell, 1984年8月29日 - ）は、ドイツ・ミュンヘン出身の元サッカー選手。ポジションはディフェンダー (ライトバック) 。

## 選手経歴
FCアレマニア・ミュンヘンでサッカーを学んだレルは、1998年にバイエルン・ミュンヘンのジュニアチームでポジションを獲得。3年間プレーした後、2001-02シーズンにバイエルン・ミュンヘンのリザーブチームでデビュー。そのシーズンはレギオナルリーガで10試合に出場した。それから2シーズン後、2003年10月4日のヘルタ・ベルリン戦でミヒャエル・バラックに代わって84分から出場、ブンデスリーガデビューを果たした。2003-04シーズンは、トップチームの一員として3試合に出場した。
2004年から2年間ツヴァイテリーガに属していた1.FCケルンへレンタル移籍。しかし、4-2で敗れたSVヴァッカー・ブルクハウゼン戦以降はあまり出場機会を与えられなかった。シーズン2度目のSVヴァッカー・ブルクハウゼンとの試合で得点を決めて以降は、DFBポカールにも2試合に出場。リーグでも8試合に途中出場した。ブンデスリーガに昇格してからも出場機会に恵まれ、特にシーズン後半はスターティングメンバーにも名を連ねた。
バイエルン・ミュンヘンに復帰した2006-07シーズンは、トップチームで12試合、リザーブチームで8試合に出場。翌シーズンは、ライトバックでレギュラーとして出場していたウィリー・サニョルの離脱によって29試合に出場し、ブンデスリーガ初ゴールも挙げた。その他にもDFBポカールに8試合に出場し、UEFAカップでは11試合に出場、得点も挙げた。しかし、2009年にルイ・ファン・ハールが監督に就任すると、レルは再びリザーブチームへと追いやられてしまった。
2010年6月23日、ヘルタ・ベルリンへと移籍。
2012年5月15日、ブンデスリーガ昇格・降格プレーオフフォルトゥナ・デュッセルドルフ戦のセカンドレグで、相手選手への暴行と審判に対する侮辱行為を行い、ドイツサッカー連盟より6試合出場停止処分を受けた。結局チームは2戦合計3-4（1stレグ1-2、2ndレグ2-2）で敗退し、2部に降格した。
2012年8月11日、スペインのレバンテUDと1年契約を結んで移籍した。
2015年9月1日、TSVヴェイアルンと契約。

## タイトル

### クラブ
1.FCケルン
- 2. ブンデスリーガ : 2005

バイエルン・ミュンヘン
- ブンデスリーガ : 2008, 2010
- DFBポカール : 2008, 2010
- DFLスーパーカップ : 2007